# Frank Johanson
Frans (Frank) Isak Johanson, född 2 april 1879 i Nässjö, död 5 september 1952 i Rockford, Illinois, USA, var en svenskamerikansk möbelformgivare och porträttmålare.
Han var son till snickaren Frans Johan Johansson och Anna Catharina Jönsdotter och från 1914 gift med Lily Mathilda Lundberg. Hans föräldrar utvandrade till Amerika 1880. Efter avslutad skolgång arbetade han som möbelarkitekt i Rockford. Vid sidan av sitt arbete var han verksam som porträttmålare och medverkade i den svensk-amerikanska utställningen i Chicago 1941. Johanson är representerad vid Iowa State College, Stephens College i Columbia och Oklahoma statskapitolium.